# Tachytrechus antennatus
Tachytrechus antennatus är en tvåvingeart som beskrevs av Van Duzee 1930. Tachytrechus antennatus ingår i släktet Tachytrechus och familjen styltflugor. Inga underarter finns listade i Catalogue of Life.